# (159857) 2004 LJ1
(159857) 2004 LJ1 est un astéroïde Apollon et aréocroiseur, classé comme potentiellement dangereux. Il fut découvert par LINEAR à Socorro le 10 juin 2004.